# Granite City (Illinois)
Granite City – miasto w Stanach Zjednoczonych, w stanie Illinois, w hrabstwie Madison.

## Gospodarka
W mieście rozwinął się przemysł taboru kolejowego, metalowy oraz spożywczy.